# Phraates III.
Phraates III. war ein König des Partherreichs, der von etwa 70 bis 57 v. Chr. regierte. 
Phraates war der Sohn seines Vorgängers Sinatrukes. Während seiner Regierungszeit griffen die Römer Armenien und Kleinasien an. Die dortigen Könige Mithridates VI. und Tigranes II. baten die Parther um Hilfe, doch griff Phraates III. nicht ein. Ein römisches Bündnisangebot lehnte er 69 v. Chr. aber ebenfalls ab. Im Jahre 66 v. Chr. wurde Pompeius Statthalter in Kleinasien und begann mit weiteren Aktionen gegen die oben genannten Herrscher. Dabei versicherte er sich der Freundschaft Phraates’ III., zweifellos, um sich den Rücken freizuhalten. In den folgenden Jahren vereinbarte Pompeius jedoch einen Vertrag mit Tigranes und übergab ihm Gordyene, das eigentlich zu Parthien gehörte. Die Parther wurden von dort vertrieben und ihren Protesten mit Beleidigungen begegnet. Es kam aber zu keinem Partherkrieg. 57 v. Chr. wurde Phraates III. von seinen Söhnen ermordet. Aus Keilschrifttexten ist seine vermutliche Gemahlin Piriustana bekannt.